# Ghillie
Un traje ghillie o yowie es un tipo de prenda empleada para camuflarse en un entorno específico, asemejándose a un denso follaje. Es utilizado comúnmente por francotiradores, cazadores y observadores de animales, particularmente aves. También es conocido como emboscado refiriéndose a que el hombre que lo utiliza se hace parte del bosque. 

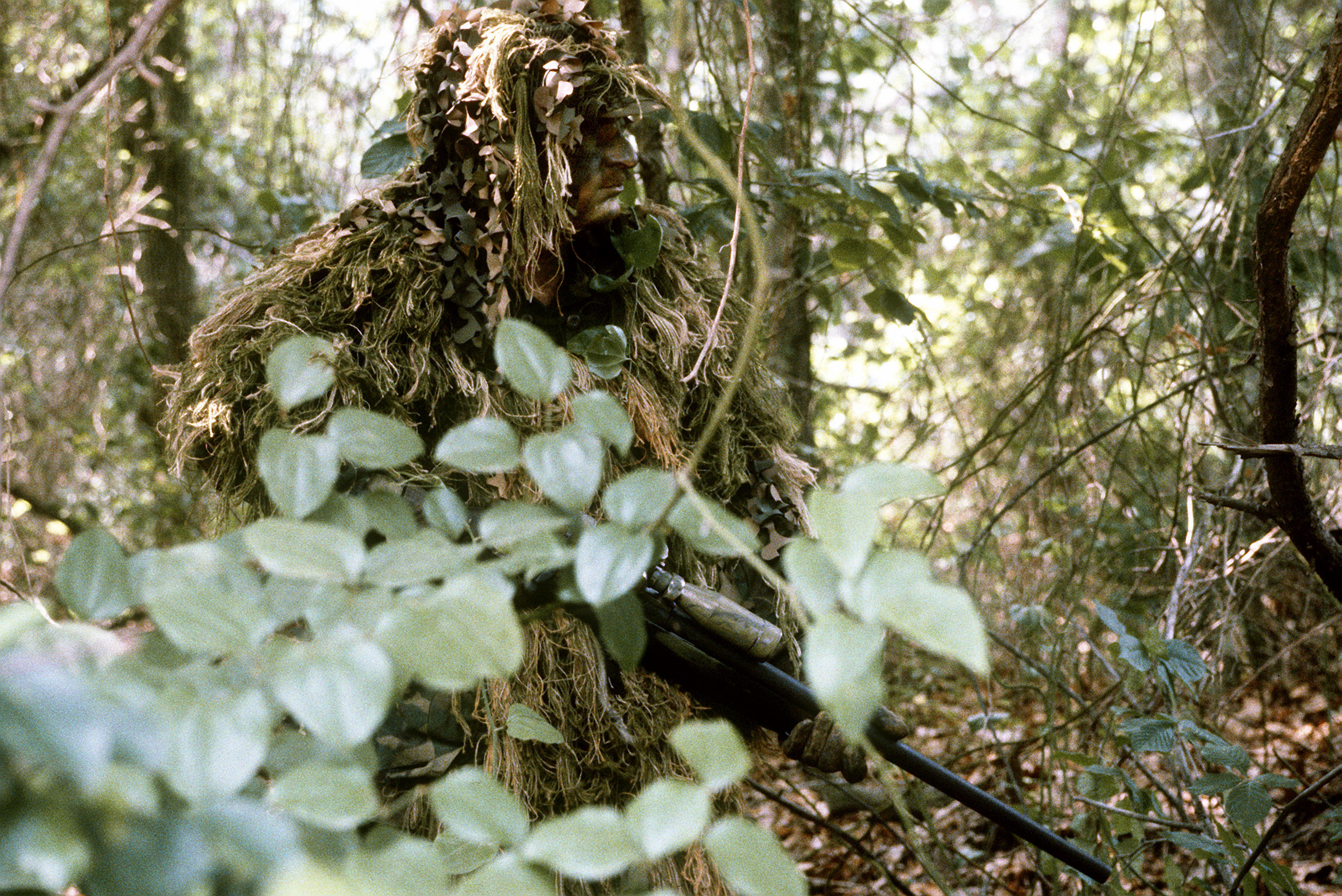
Un marine estadounidense camuflado con un traje ghillie.

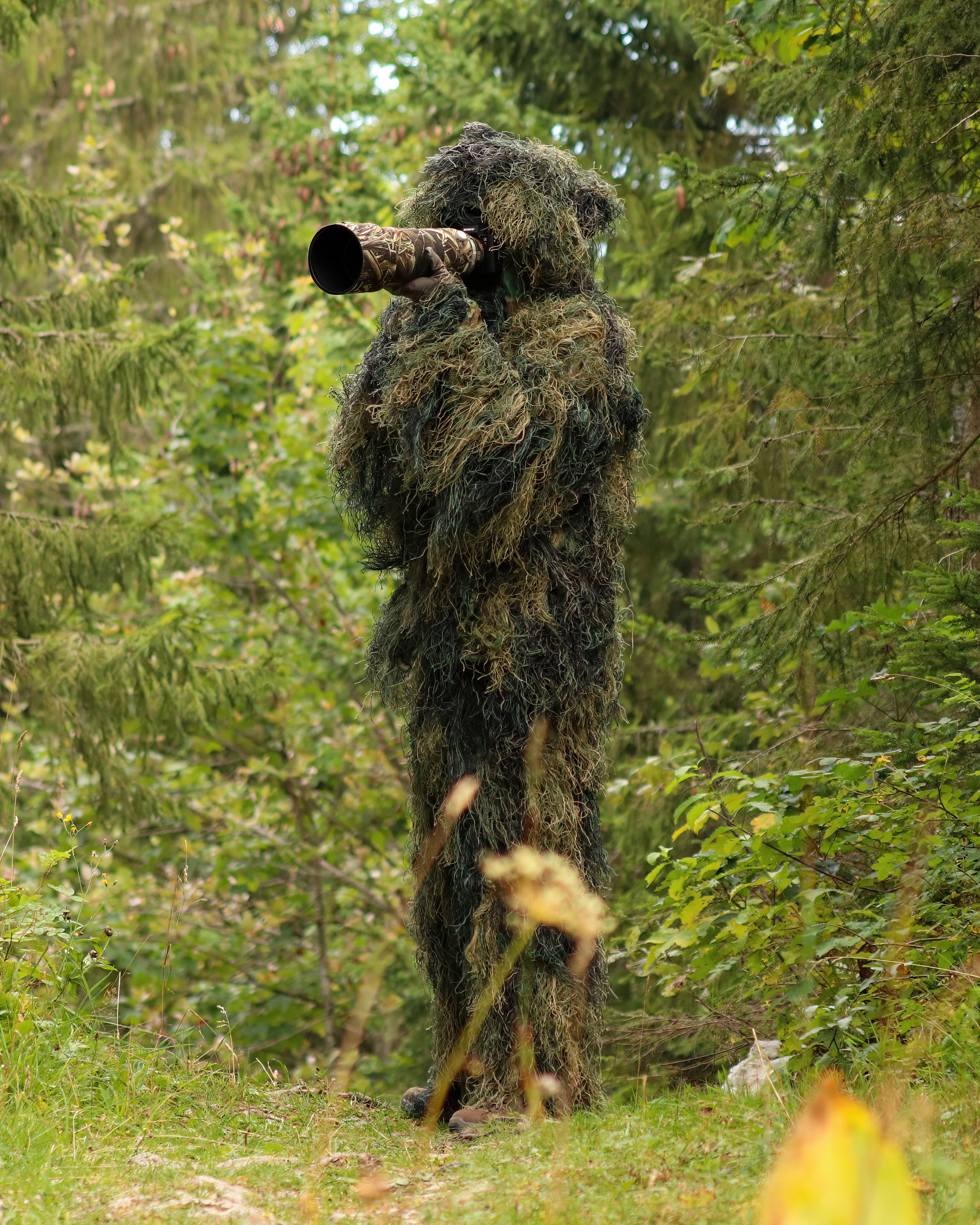
Fotógrafo de animales salvajes con traje ghillie

## Contexto
Este traje permite al usuario una mejor ocultación, rompiendo su silueta y fundiendo su figura con la vegetación del entorno,  y haciendo así difícil para el enemigo o presa el localizarle. Se confecciona para algún entorno específico y no se puede usar en varios con la misma efectividad. El ghillie es generalmente hecho a mano, aunque se puede encontrar algunos con materiales sintéticos y de manufactura industrial.

## Orígenes

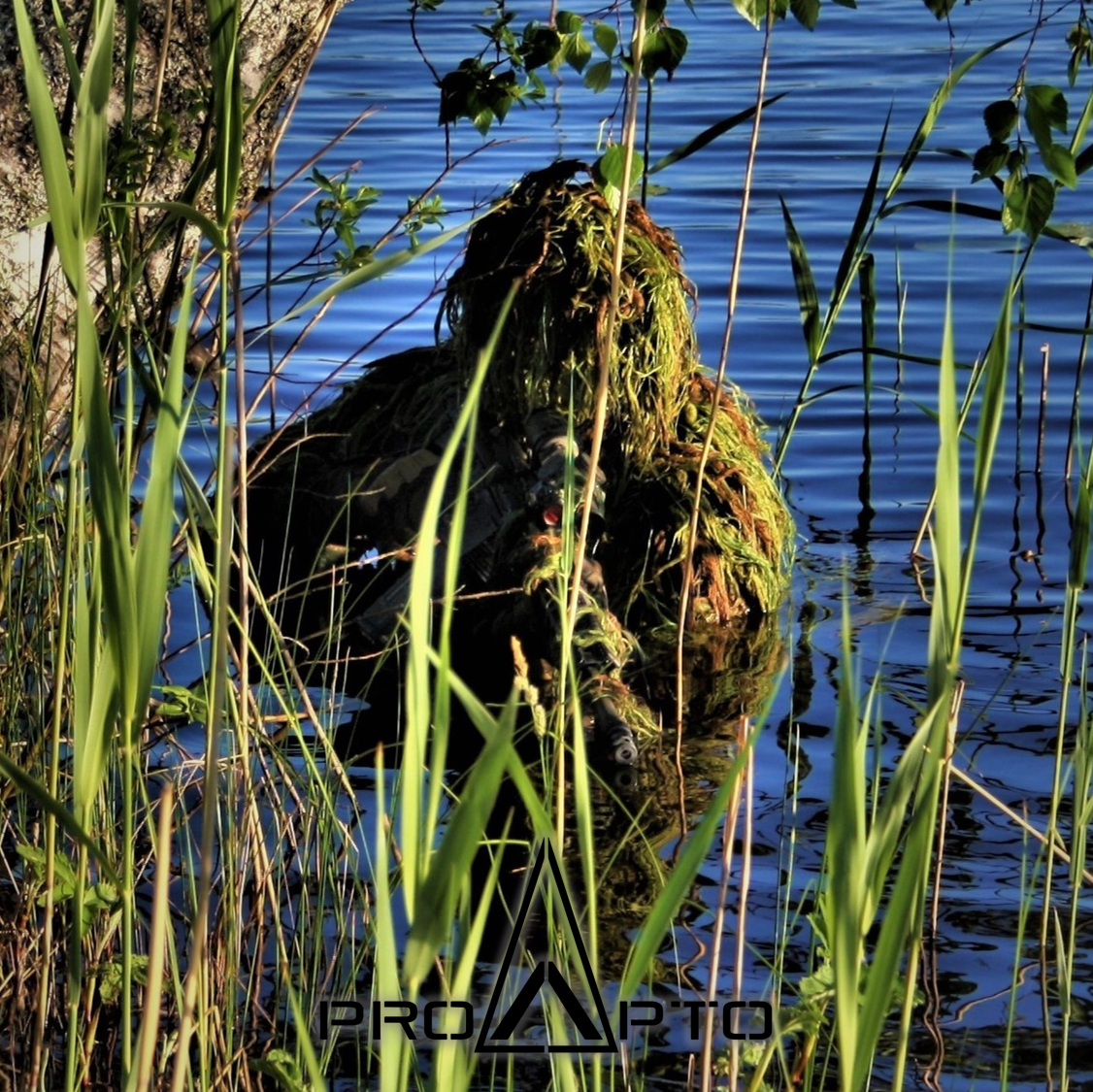
Francotirador finlandés usando un ghillie ProApto durante ejercicios operacionales

Uno de los problemas del camuflaje respecto a un hombre es que aunque esté camuflado cromáticamente, sigue teniendo su contorno humano característico. Para fundir y camuflar mejor al portador se recurrió al traje ghillie escocés. El término ghillie procede del término gaélico gille, que significa sirviente. Los nobles escoceses contrataban guardas para vigilar a los cazadores furtivos en sus feudos, conociéndoseles como los guillies. Una de las técnicas que usaban para capturar a los furtivos, era camuflarse con la vegetación y esperar pacientemente hasta que aparecieran, usando unos trajes hechos de tiras de trapo deshilachado. Estos trajes se conocían como trajes ghillie.
Los soldados más destacados de Frederick Russell Burnham durante la segunda guerra bóer fueron los Scouts Lovat, un regimiento de las Highlands escocesas formado por tiradores de precisión procedentes de las tierras altas escocesas, a quien describió como “la mitad lobo y mitad conejo." Estos exploradores fueron entrenados en las artes de tiro, sabotajes con embarcaciones y tácticas de campo y se convirtió en la primera unidad británica en utilizarlo para camuflar a sus francotiradores e introdujeron el ghillie. Después de la guerra, este regimiento se convirtió en la 1.ª unidad de Francotiradores del ejército británico.

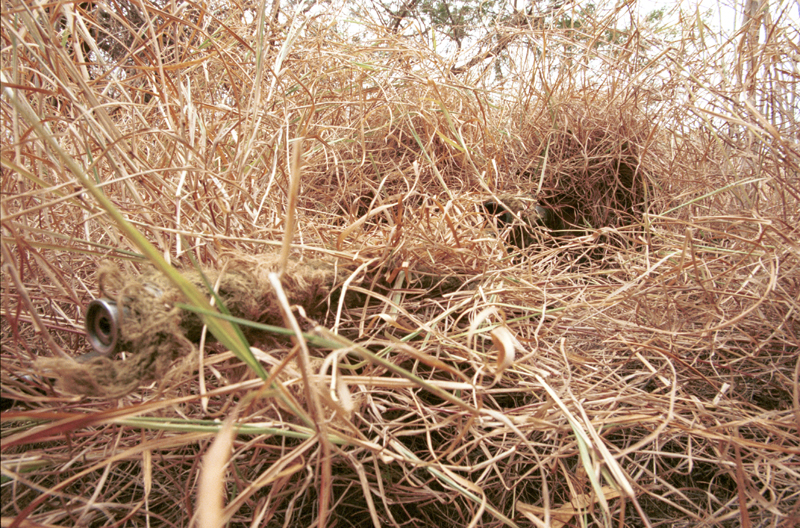
Francotirador con su fusil camuflado.

## Inconvenientes
A pesar de ser altamente efectivo, el traje ghillie es impráctico en diversas situaciones. Tiende a acumular un calor excesivo en el interior y ser muy pesado. Incluso en climas moderados, la temperatura interna puede llegar a los 50 °C. Asimismo debe ser tratado con retardantes contra fuego si el combatiente fuese a estar expuesto a granadas de humo y de fósforo blanco. Sin embargo, la empresa italiana ProApto ha alcanzado logros más importantes en 2015. ProApto introdujo un nuevo diseño liviano e impermeable y transpirable para Ghillie Suit, que permite a los usuarios sistemas de camuflaje más confiables y funcionales. Los ProApto Ghillies son extremadamente ligeros. De hecho, un Ghillie de cuerpo completo ProApto tiene entre 700gr y 1200gr, mientras que un Ghillie de la parte superior del cuerpo tiene entre 300gr y 900gr. Además, los ProApto Ghillies no están hechos con tela, por lo que son más duraderos, altamente transpirables y no retienen agua. Además, otra innovación aportada por ProApto es el diseño multipropósito, de hecho, cuando no se usa como ocultación personal, ProApto Ghillies se puede usar también como plataformas suspendidas, camillas de emergencia, refugios de observación y hamacas.

## Materiales
Los ghillies pueden estar hechos de diferentes materiales, siendo los más frecuentes retazos textiles, lana, fibra y materias vegetales, entre otros. Ya sobre el terreno suele completarse con hojarasca, ramitas y hierbas propias del entorno, que si están verdes deben sustituirse cada pocas horas, para evitar que al marchitarse destaquen.

## Armamento
El arma utilizada por el usuario del ghillie, generalmente un fusil de precisión, puede igualmente ser camuflada con diversos aditamentos. Estos van desde la carcasa impresa y simples tiras de tela hasta fundas de camuflaje más elaboradas, similares al propio traje.